# Матес, Имре
Имре Матес (венг. Mathesz Imre; 25 марта 1937, Будапешт — 6 декабря 2010, Mernye, Шомодь) — венгерский футболист, игравший на позиции полузащитника. Участник чемпионата мира 1966 года.

## Биография

### Игровая карьера
Матес начинал карьеру в венской «Аустрии», за которую играл в течение одного сезона.
Затем он перешёл в «Вашаш», в котором он играл в течение 12 сезонов, за которые четыре раза становился чемпионом Венгрии, а также выиграл три Кубка Митропы.
Завершил карьеру игрока в клубе «Диошдьёр», в 1970 году.
В составе сборной Венгрии был участником чемпионата мира 1966 года, где сыграл в 2 матчах.

### Тренерская карьера
По окончании карьеры работал тренером ряда венгерских команд, в том числе «Диошдьёра» (1970—1972), «Капошвара» (1973—1977, 1991—1992) и «Шопрон» (1978—1980).

### Смерть
Погиб в ДТП 6 декабря 2010 года в возрасте 73 лет, когда его автомобиль столкнулся с грузовиком.

## Достижения
«Вашаш»
- Чемпион Венгрии (4): 1960/1961, 1961/1962, 1965, 1966
- Обладатель Кубка Митропы (3): 1957, 1962, 1965